# Cour de l'Archevêque (Vologda)
La cour de l'Archevêque (en russe : Архиере́йский двор) de la ville de Vologda en Russie est la résidence de l'évêque ou de l’archevêque, le centre administratif et culturel de l'éparchie de Vologda depuis 1560 jusqu'aux années 1920. Il se présente sous forme d'un complexe architectural et historique au centre de la ville, sur le territoire de l'ancien kremlin. La construction est en pierre, elle est entourée d'une enceinte et a été réalisée durant les XVIIe siècle, XVIIIe siècle, et XIXe siècle.

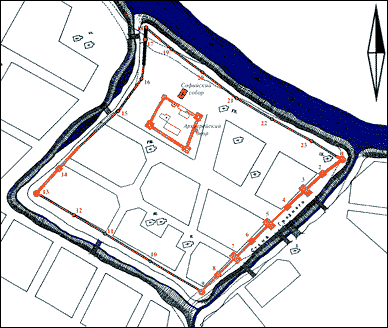
Limites de l'ancien Kremlin de Vologda sur lequel se trouve sur une petite partie nord, la cour de l'Archevêque

Les murs de rempart du nouvel édifice construit en 1671 sont fort massifs et leur épaisseur atteint par endroits 1,75 mètre. Ainsi s'explique l'appellation parfois usitée de Kremlin de Vologda. C'est Andreï Mouraviov l'auteur de la «Thébaïde russe du Nord » qui utilise pour la première fois le nom de « petit kremlin » en 1855 . Actuellement c'est le Musée-réserve de l'État d'art et d'architecture de Vologda qui s'occupe de la gestion de ces bâtiments.

## Histoire
Après le transfert à Vologda à la fin du XVe siècle du siège de l'éparchie de Grande Permie et de Vologda (Vologda devient alors le siège de l'éparchie après Oust-Vym), la cour de l'archevêque se trouve alors dans le quartier de la place Lenivaïa près de la cathédrale de la Résurrection. La construction de la citadelle du kremlin de Vologda par Ivan le Terrible en 1560 entraine le transfert de la cour de l'archevêque plus près de la rivière Vologda près de la cathédrale Sainte-Sophie de Vologda . En 1589, le patriarche de Moscou et de toutes les Russies, Job, élève l'éparchie de Vologda et de Grande Permie au rang d'archiépiscopat dont le centre est la cour de l'archevêque de Vologda.

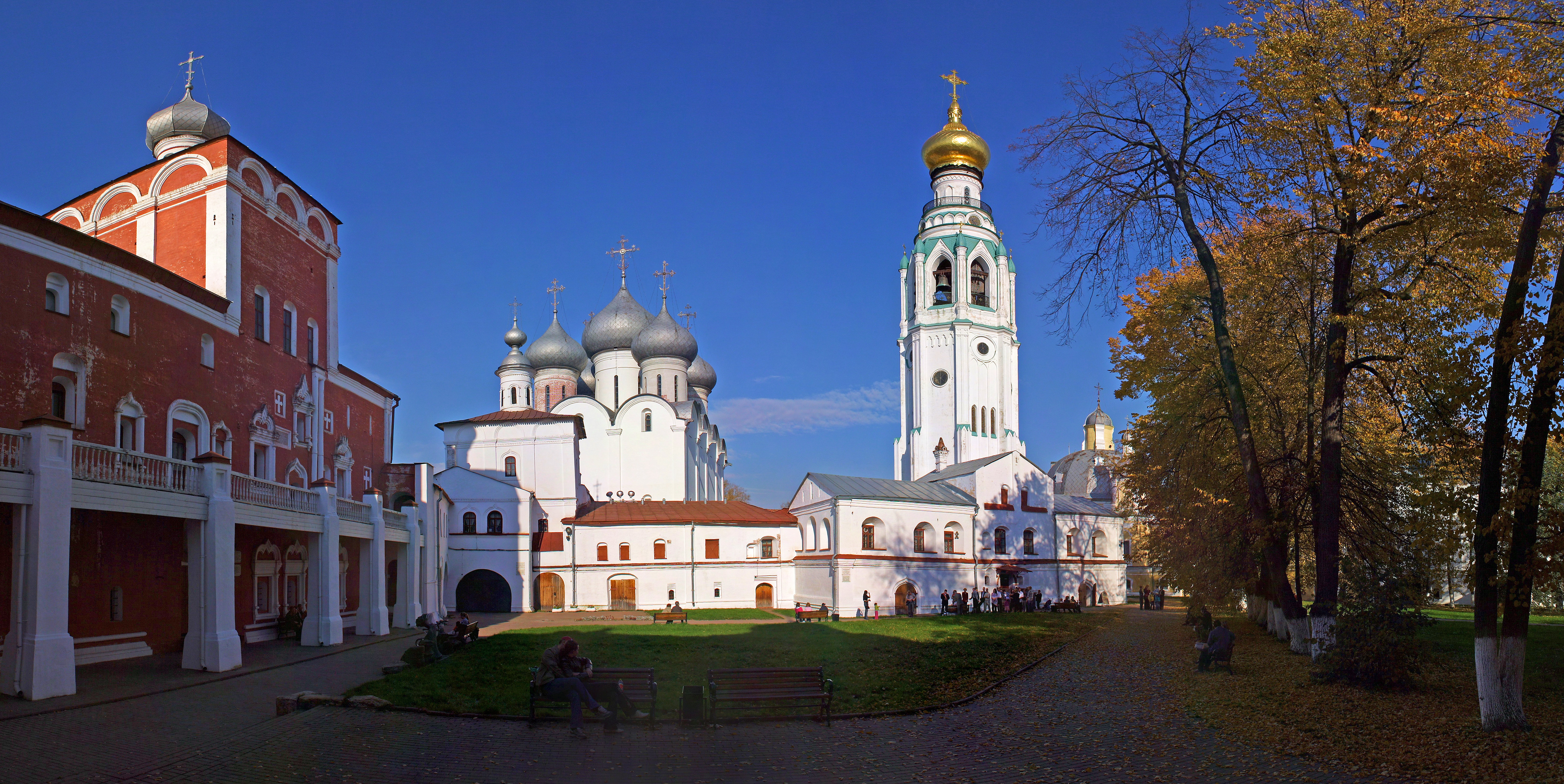
Ensemble du petit kremlin

En 1693, 1702 et 1724 la Cour de l'Archevêque reçoit la visite de Pierre Ier le Grand, qui est accueilli par l'évêque de Vologda.
En 1775, c'est dans la cour de l'archevêque que le traité de Küçük Kaynarca est signé, qui met fin à la guerre russo-turque.
La deuxième vague de construction dans la cour de l'Archevêque est dirigée par l'évêque Joseph Zolotoï, dans les années 1760 et 1770. Un nouvel édifice épiscopal à trois niveaux est achevé dans le style baroque, celui de la cathédrale de la Résurrection, à l'emplacement d'une tour au sud-est qui a été détruite. Puis de 1740 à 1774, c'est le bâtiment du consistoire qui est édifié.
En 1724, une école est ouverte dans la cour de l'Archevêque qui deviendra plus tard un séminaire. À la fin du XVIIIe siècle, ce séminaire est devenu un des principaux établissements d'enseignement du Nord russe et un nouveau bâtiment lui a été ouvert rue Lénine, 15. Par ailleurs, d'autres écoles ont été ouvertes dans la cour de l'Archevêque : l'école slavo-latine, par exemple, qui date de 1730.
Depuis 1923, le Musée-réserve de l'État d'art et d'architecture de Vologda prend en charge la gestion de la Cour de l'Archevêque.

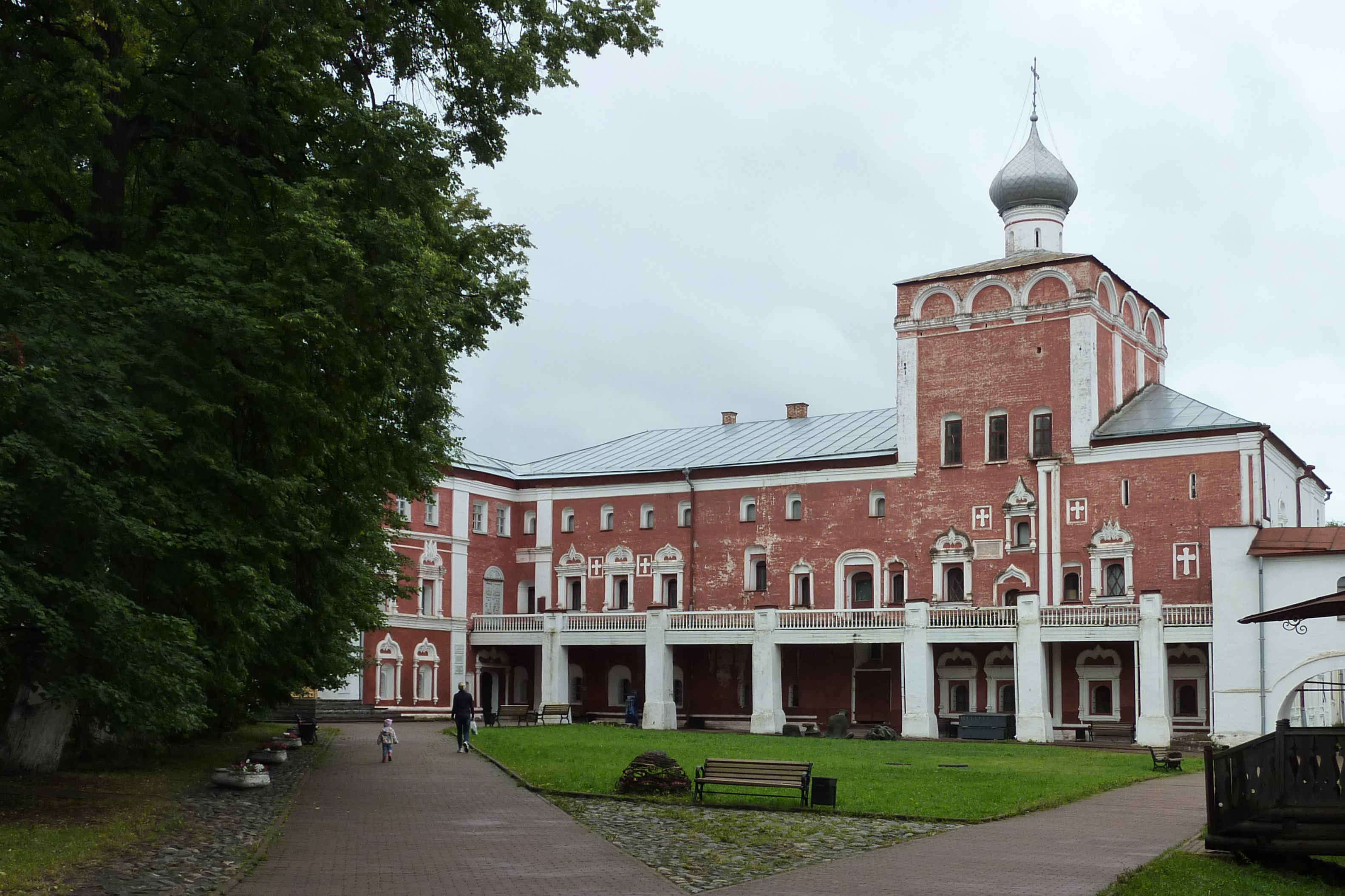
Logis de Simon et église de la Nativité-du-Christ

## Ensemble architectural
La cour de l'Archevêque de Vologda est l'une des mieux conservées des résidences d'archevêques. Une autre cour de réputation égale est celle du Kremlin de Rostov. La plupart des bâtiments de la cour de Vologda datent des XVIIe siècle et XVIIIe siècle. Le plan de la cour de l’Archevêque est un quadrilatère, clos par des murs en pierre, garni de trois tours et longé par la cathédrale de la Résurrection sur son côté. Au nord de la cour, se trouve la cathédrale Sainte-Sophie de Vologda et ses Saintes-Portes d'entrée. À l'intérieur de la cour se trouvent les palais des évêques (le logis Simonov et le logis de Josef) ainsi que leur église personnelle : l'église de la Nativité-du-Christ et d'autres bâtiments.

### Murs et tours
Jusqu'au milieu du XVIIe siècle la cour de l'Archevêque était entourée d'une clôture en bois munie de plusieurs portes dont les principales étaient les Saintes-Portes ouvrant vers la cathédrale Sainte-Sophie de Vologda.
Les murs en pierre datent de l'époque de l'archevêque Simon dans les années 1671—1675. Dans la littérature soviétique sur la période, il est signalé que Simon utilisa de la main d'œuvre gratuite pour la construction des murs à l'époque de la famine de 1671-1672.
Dans les sources historiques prérévolutionnaires, par contre, on signalait que la grandiose construction avait permis à beaucoup de citoyens d'échapper à la famine grâce aux paiements en nature sous forme de produits alimentaires.
Les chercheurs donnent plusieurs versions pour expliquer la dimension des murs qui entourent la cour de l'Archevêque. La version la plus répandue est celle de la défense et le symbolisme de ses dimensions. La possibilités de répétition d'évènements tels que ceux connus en 1612 sous l'archevêque Simon ou des révoltes de paysans comme il s'en étaient produits en 1667-1671, sous la direction du cosaque Stenka Razine, sont des explications plausibles . Mais d'autres prétendent que l'épaisseur des murs n'était qu'un symbole de puissance et non un vrai moyen de défense. Comme le Kremlin de Rostov, la cour de l'Archevêque voulait être une forteresse spirituelle, un monument visible témoignant de la supériorité du Royaume de Dieu sur les Royaumes terrestres.
La Cour dispose de plusieurs portes et tours disposées autour du rectangle qui la forme :

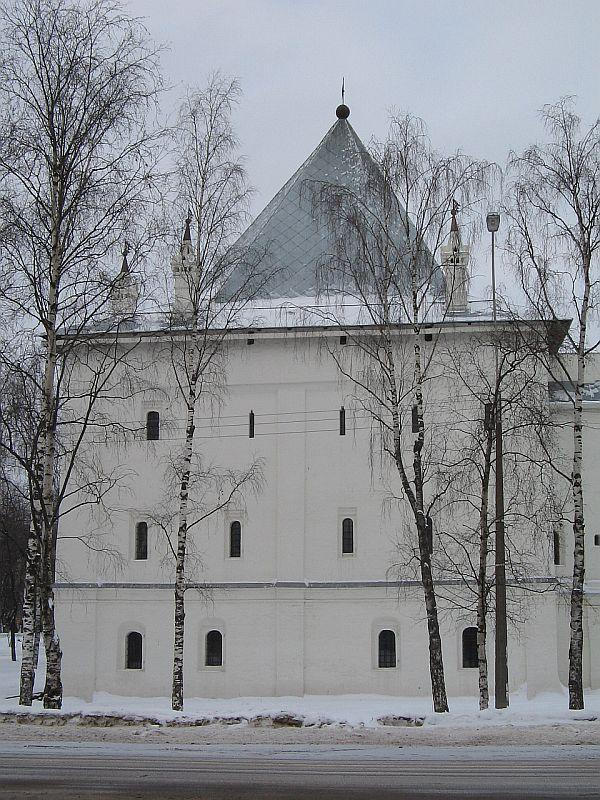
Tour Sud-Ouest
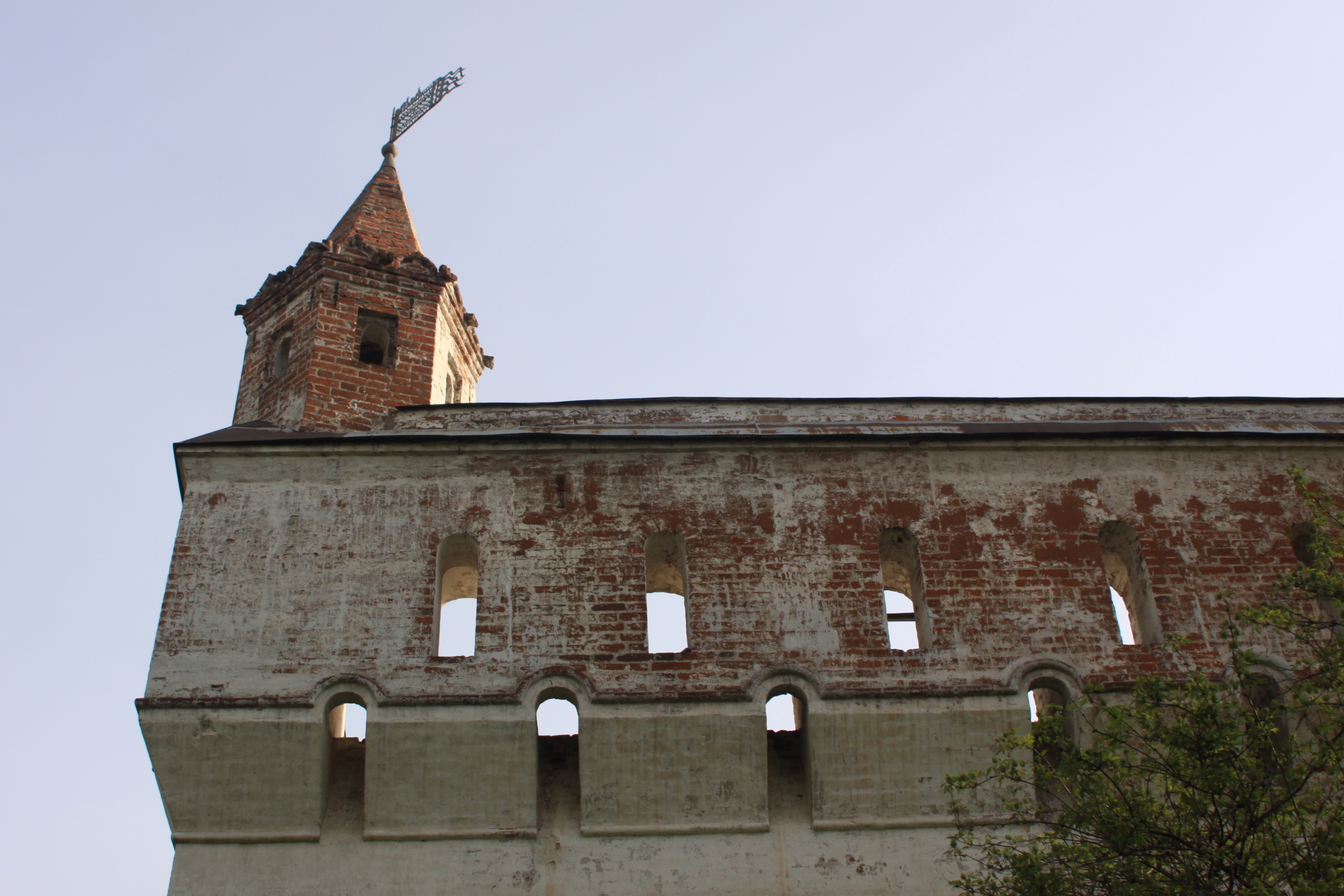
Tour Nord-Ouest (Piatnitskaïa)
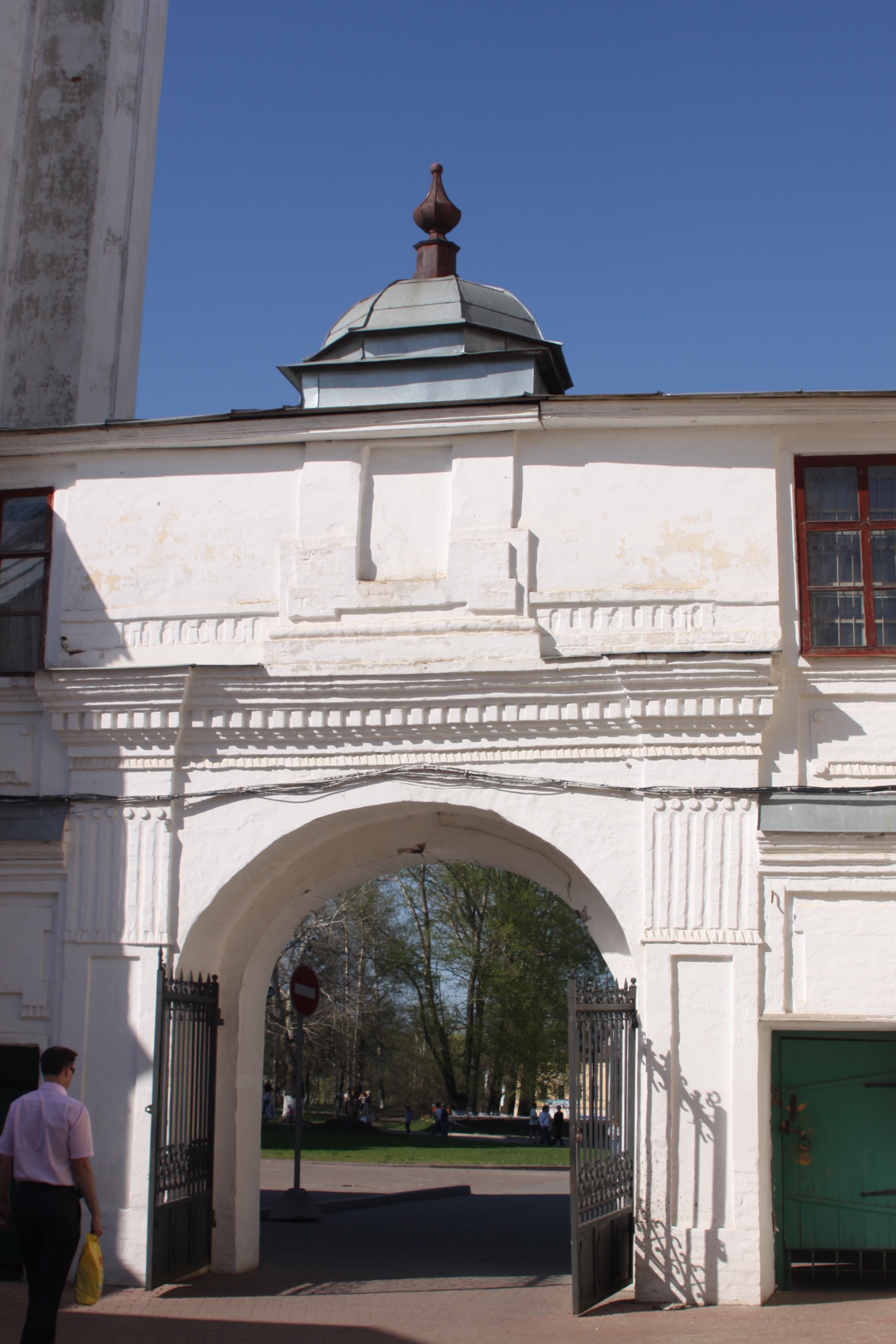
Portes d'entrée
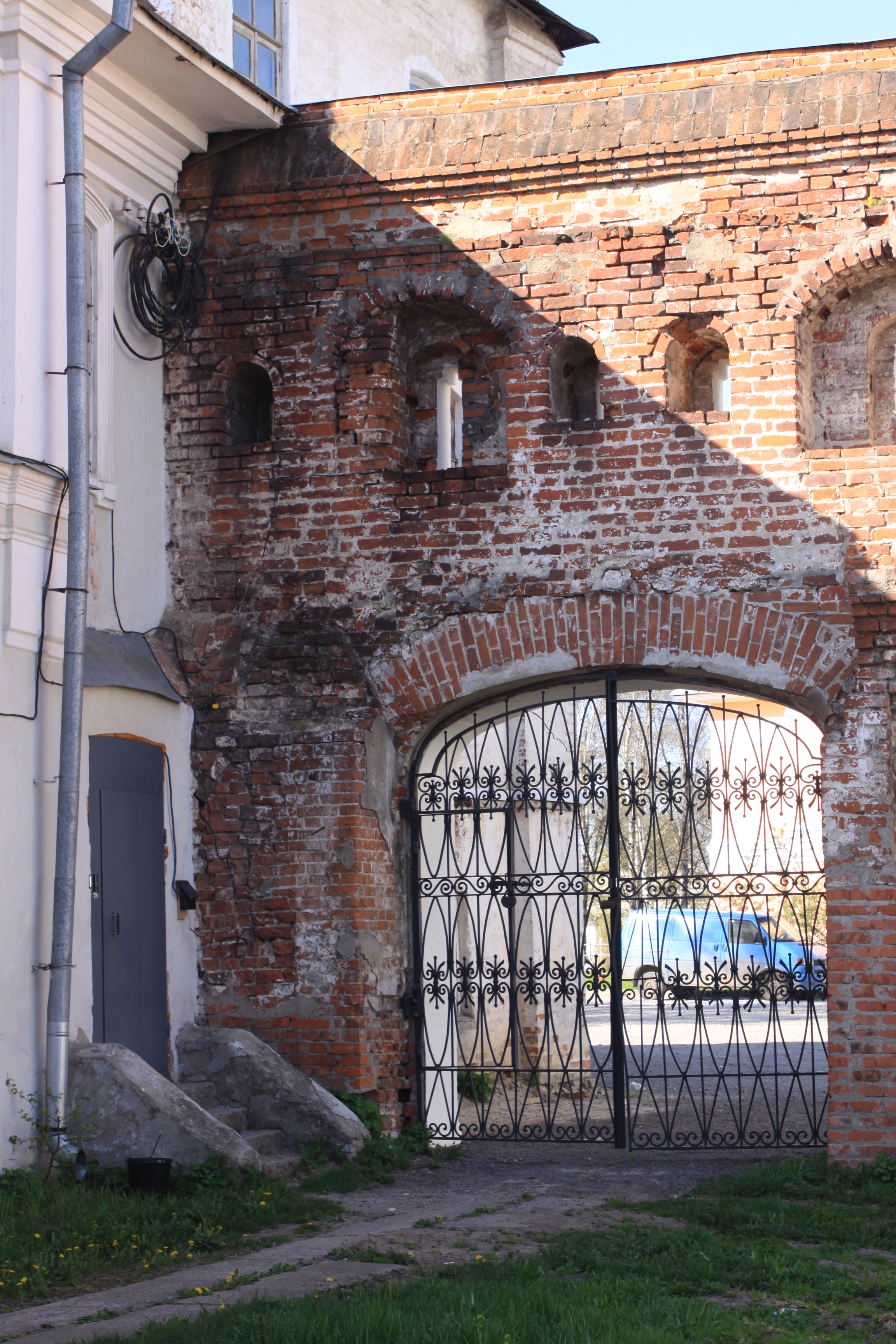
Portes du côté de la cathédrale Sainte-Sophie
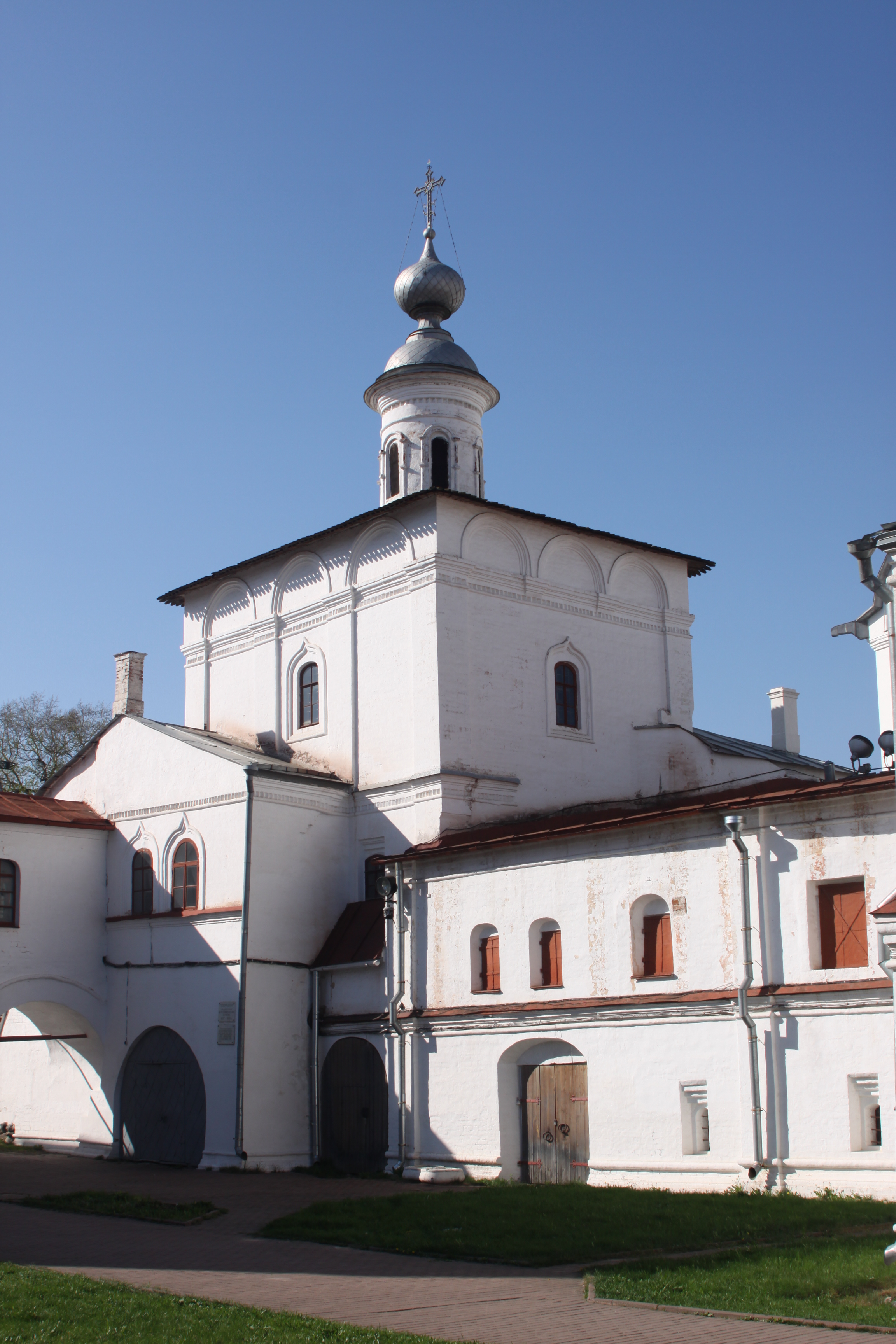
Porte sainte et église de l'Exaltation-de la-Croix
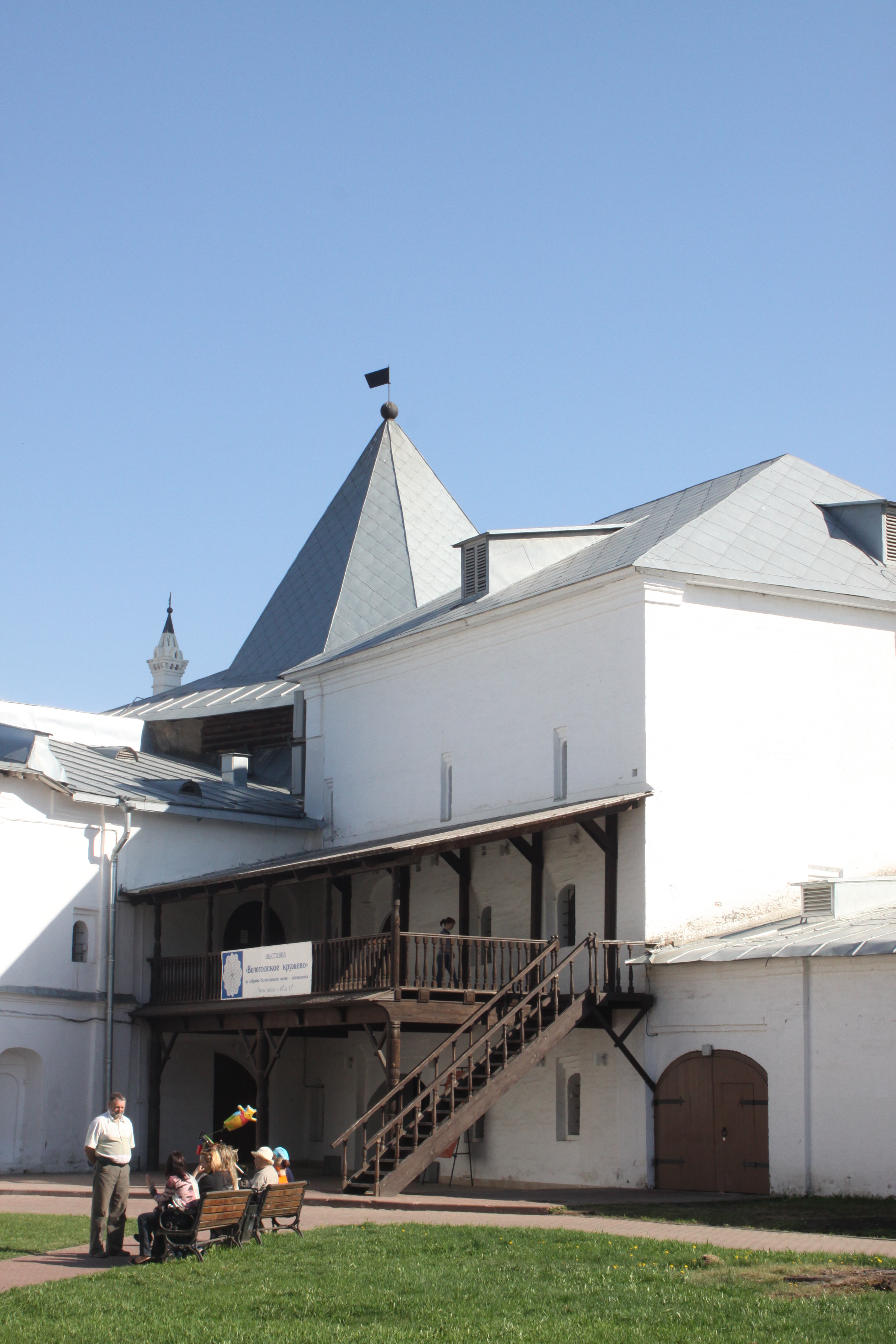
Tour Sud-Ouest. Vue intérieure.

### Logis duCellérier( Département économique)

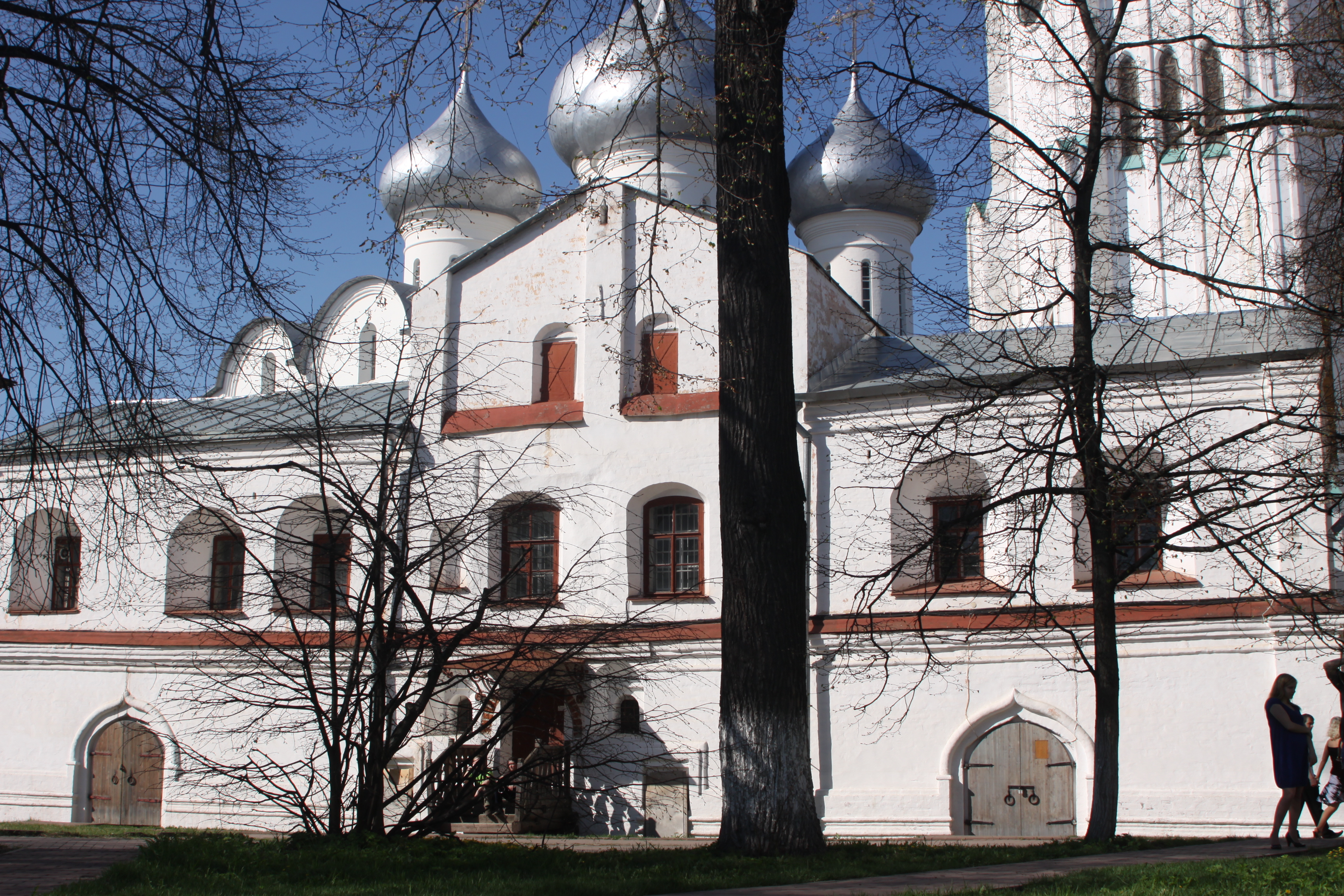
Logis du Cellérier, 1659

Le bâtiment à deux niveaux, appelé « Cellule du cellérier avec mezzanine », est bâti en 1659. Sous le rez-de-chaussée, dans la cave, l'été est conservée la glace.
L'une des chambres est décorée d'une fresque du XVIIe siècle représentant le Christ

### Logis de Simon (Palais de l'Archevêque)
L'église privée de la Nativité du Christ (1669—1670) est le deuxième édifice en pierre de la cour de l'Archevêque. Il porte aussi le nom de l'Archevêque Simon de Vologda qui a décide sa construction. Il est décoré dans un style ouzorotché dont certains éléments ont disparu par la suite, mais qui ont été rajoutés pour partie lors de la restauration durant les années 1960-1970.
Les étages étaient utilisés à des fins utilitaires d'intendance ménagère. Celui du milieu comprenait la cellule de l'archevêque, une chambre de réception, et une petite église privée. C'est ici que se trouve la palais de réception avec ses fenêtres protégées de mica, ses riches décorations intérieures. L'archevêque y recevait ses hôtes de marque parmi lesquels Pierre Ier le Grand

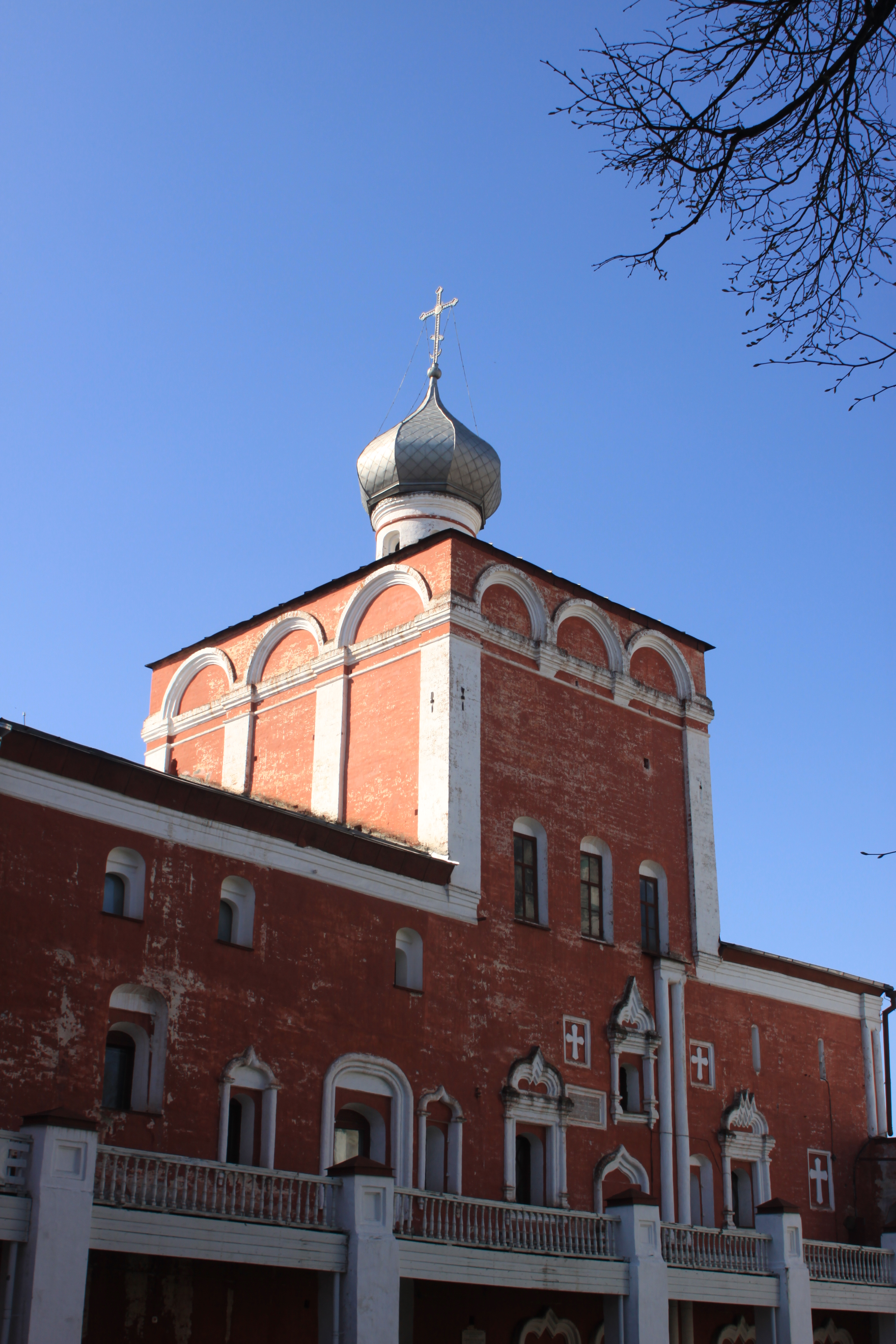
église de la Nativité du Christ du logis de Simon

Ce palais était couvert d'icônes aux riches rizas. Un grand lustre de cuivre était suspendu au plafond. La place réservée à l'Archevêque est tapissée de tissus vert foncé et garnie de coussins de velours brodé d'or.
L'étage supérieur était occupé par les chambres des serviteurs.
Dans les années 1770, la chambre de la Croix a été transformée en église de la Nativité du Christ. En 1841, cette église a été transformée de manière significative : elle est rendue plus longue et plus haute, elle est reliée à des chambres adjacentes. Il en est resté jusqu'à nos jours une haute construction quadrangulaire. Dans les années 1860, le toit, qui comprenait cinq coupoles, a été remplacé par un toit à une seule coupole. Un peu plus tard, le peintre Koltchine a décoré l'intérieur. C'est un peintre de Iaroslavl qui a restauré également les fresques de la cathédrale Sainte-Sophie et celles de la cathédrale de la Résurrection de Vologda. Puis l'église est fermée au culte et on y range les archives du consistoire. La façade sud de l'église de la Nativité du Christ est décorée de pierres blanches.
Au niveau de l'étage principal se trouvait, à l'origine, un goulbichtché ouvert. (En 1776, il est transformé en galerie couverte ; sa forme actuelle date de 1850).
Ce logis de Simon est occupé aujourd'hui par le Musée-réserve de l'État d'art et d'architecture de Vologda.

### Logis de Gabriel et d'Iriniev

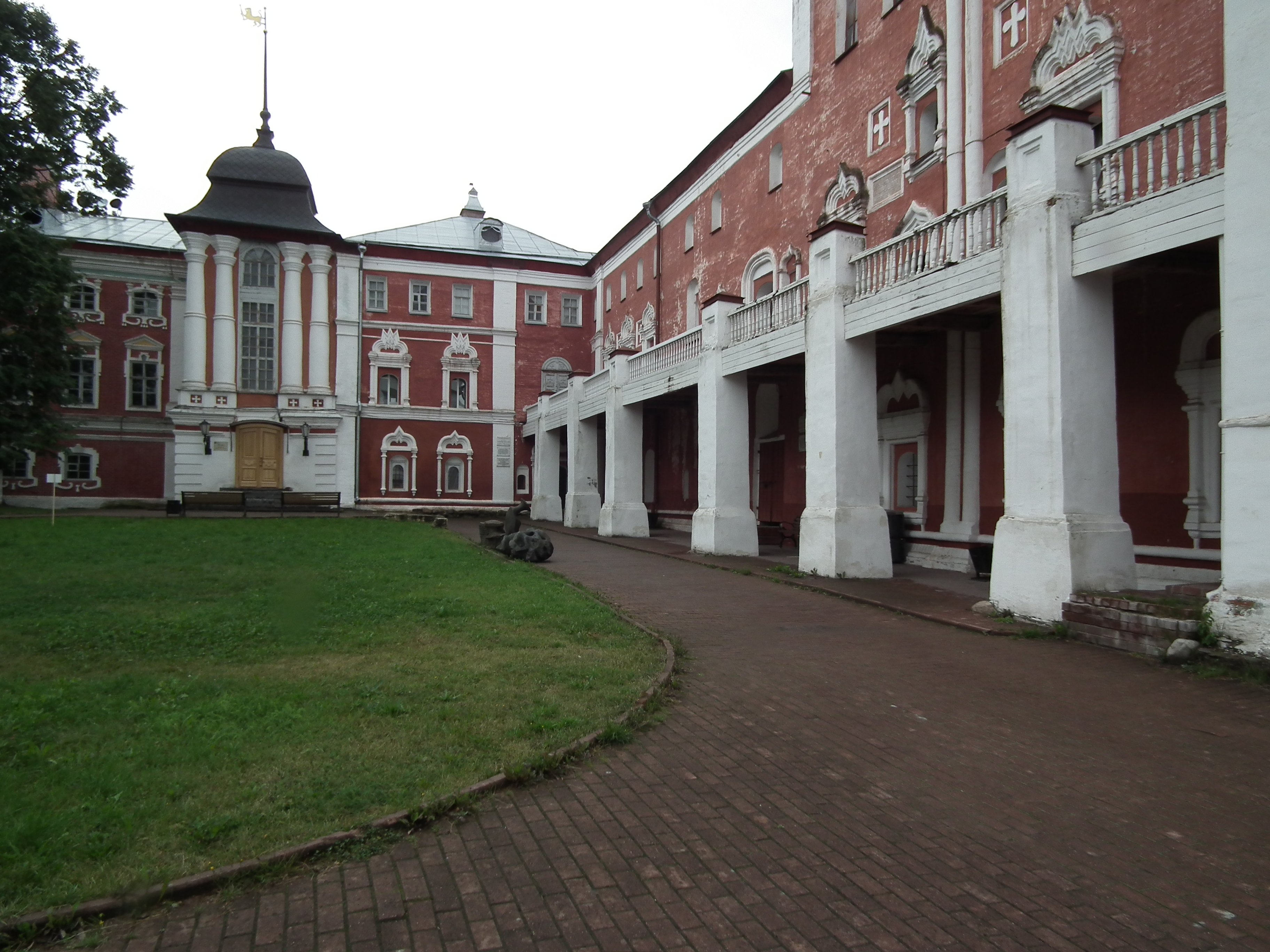
Logis de Gabriel et d'Iriniev (de gauche à droite)

Le logis de Gabriel est construit à la fin du XVIIe siècle, début du XVIIe siècle, par l'archevêque Gabriel. Il se présente comme un petit bâtiment de trois niveaux et de style ouzorotché.
Dans la première moitié du XVIIe siècle on y trouvait les cellules monastiques de l'archevêque et du côté ouest existait une grande goulbichtché.
Dans les années 1750 une extension du logis de Gabriel a été construite sous forme d'un bâtiment en pierre à deux niveaux. Il est surnommé Logis d'Iriniev. Il combine les anciennes techniques russes de construction avec les nouvelles techniques arrivant de l'Ouest.

### Bâtiment du consistoire
Entre 1740 et 1753, l'évêque Pimen fait construire le bâtiment du consistoire pour la tenue des réunions sur des thèmes religieux. Dans les années 1770 on lui ajoute un étage qui a été utilisé comme séminaire , puis au XXe siècle comme consistoire, un lieu de réunion pour parler de religion. Des restructurations ont modifié les façades au cours des siècles.
Depuis la fin des années 2000 le lieu est utilisé comme scène pour des festivals.

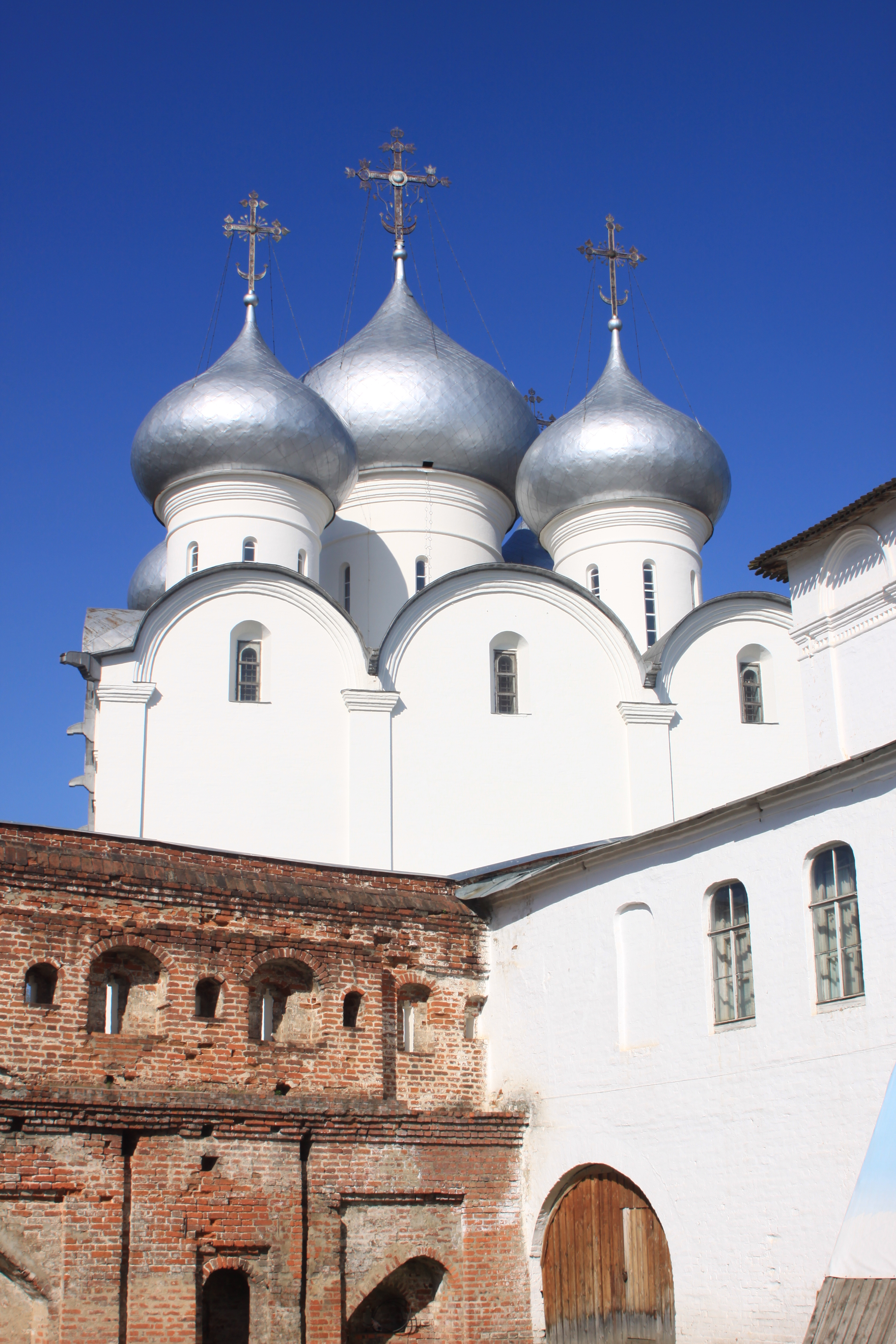
Mur du consistoire
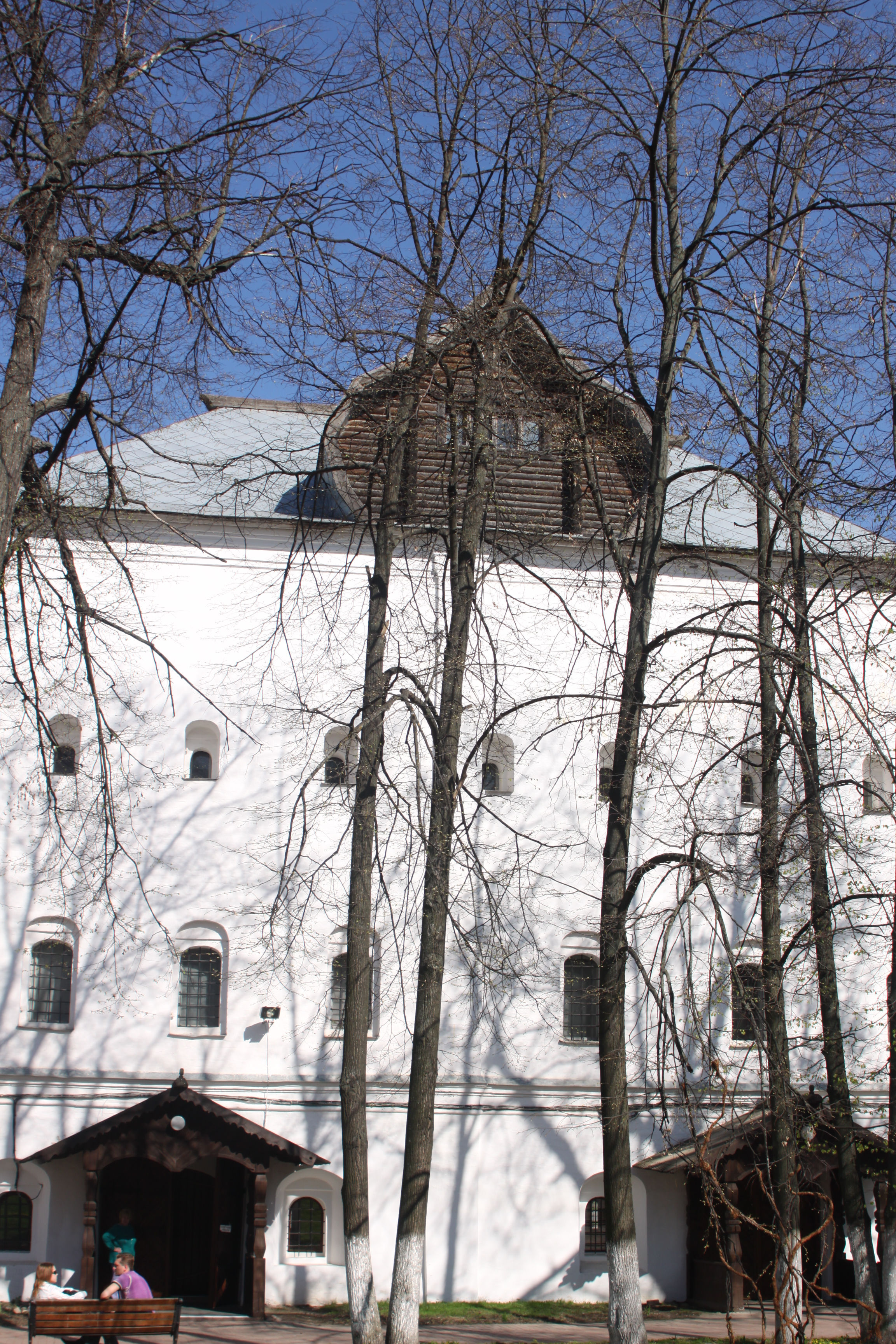
Logis à trois niveaux, école slavo-latine

### Logis à trois niveaux (école slavo-latine)
Dans un grand bâtiment en pierre situé à côté de la cathédrale de la Résurrection, apparaît en 1730 l'école slavo-latine, un séminaire qui comprend une vingtaine d'élèves. Une partie du bâtiment sert de logement.
Aujourd'hui ce bâtiment est utilisé pour des expositions d'art du Musée-réserve de Vologda et en particulier sur des sujets tels que l' « Art de l'ancienne Russie », « Les métiers d'art de Vologda », l' « Art populaire».

### Logis de Joseph (Palais de Joseph Zolotoï)

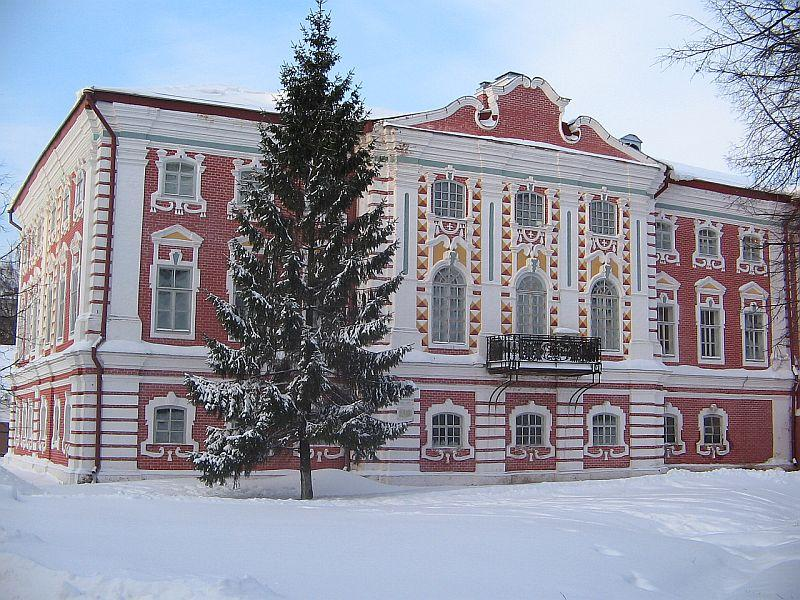
Logis de Joseph

Le logis de Joseph est construit entre les années 1764 et 1769. Il a reçu le nom de l'archevêque Joseph Zolotoï (1720-1774), qui a pris l'initiative de sa construction. Après avoir servi de logis à l'archevêque, il a servi de cellule pour des évêques de Vologda, de salle de réception, de chancellerie.

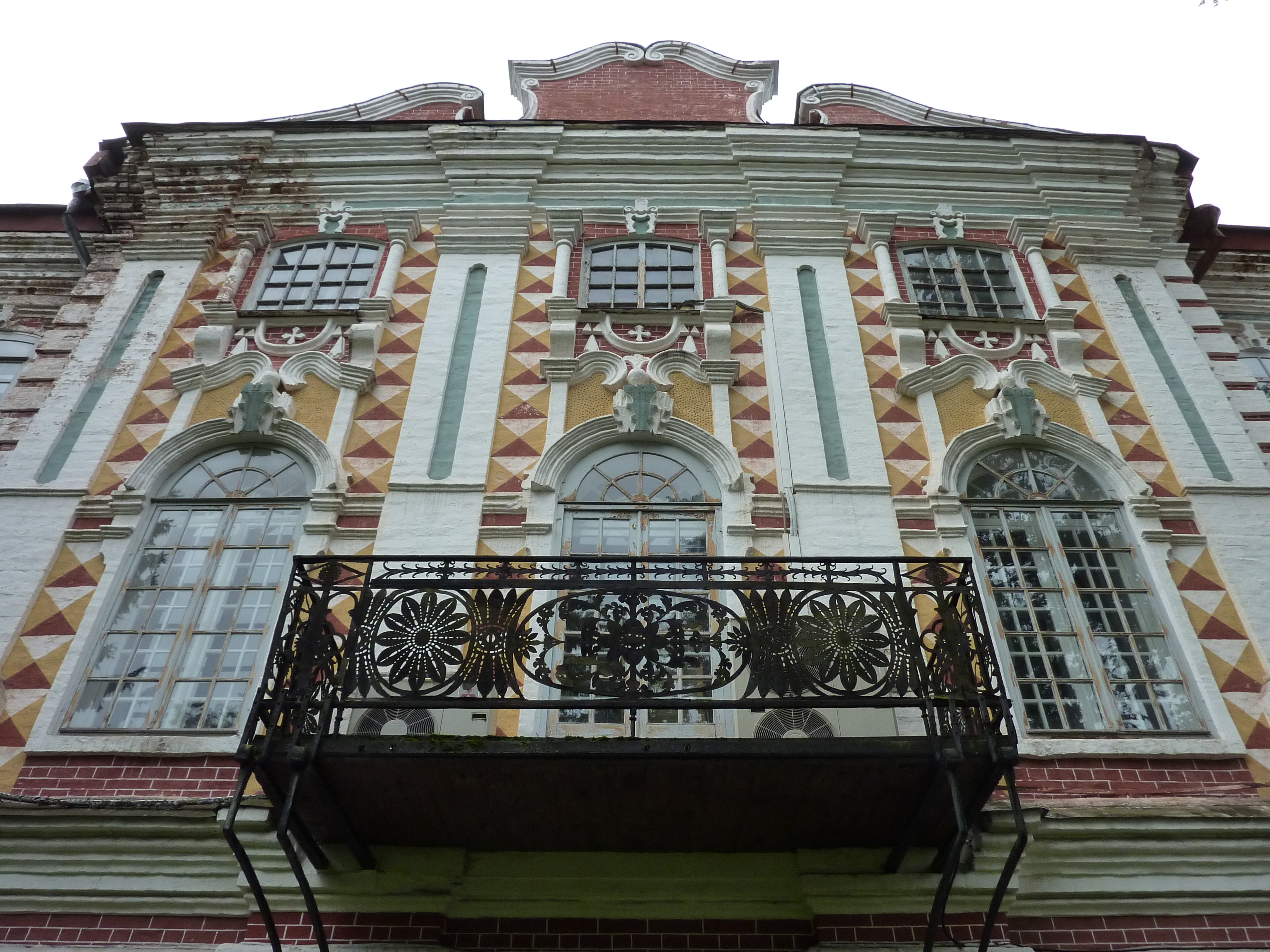
Logis de Joseph avant-corps

L'édifice est de style baroque. Son architecte était vraisemblablement originaire de Saint-Pétersbourg. Les façades sont décorées d'avancements, de frontons. Les parties latérales des façades sont garnies de pilastres de bossages et recouverts d'entablements sur les coins.
Dans une des chambres sont disposées les galeries de portraits des évêques
qui se sont succédé à Vologda. L'intérieur du bâtiment n'a malheureusement pas conservé grand chose d'autre de sa décoration primitive. Il subsiste des stucs aux plafonds par endroits et des carreaux de porcelaine garnis de scènes de genre et d'inscriptions.

### Cathédrale de la Résurrection
La cathédrale de la Résurrection de Vologda a été construite dans les années 1772—1776 à l'emplacement d'une tour qui a été détruite. Aujourd'hui s'y tiennent des expositions de peinture.